# Isiah Whitlock Jr.
Isiah Whitlock Jr. (né le 13 septembre 1954) est un acteur américain. Il est surtout connu pour son rôle de sénateur corrompu Clay Davis dans la série télévisée de HBO Sur écoute.

## Jeunesse
Whitlock est né à South Bend (Indiana). Il fréquente la Southwest Minnesota State University (en) à Marshall (Minnesota). Il y obtient une bourse de football et étudie le théâtre. Des blessures l'amènent à arrêter de jouer au football et à se concentrer sur le théâtre. Après avoir obtenu son diplôme en 1976, il s'installe à San Francisco et rejoint l'American Conservatory Theater (en).

## Carrière
Whitlock est surtout connu pour son rôle dans la série télévisée HBO Sur écoute tant que sénateur Clay Davis . Il apparaît également dans les films de Spike Lee She Hate Me, La 25e Heure, Red Hook Summer, Chi-Raq, BlacKkKlansman et Da 5 Bloods. Dans ces projets, Whitlock établit une phrase fétiche à partir de la prononciation distincte de son personnage du mot "shit" ("sheeeeeeeee-it"). Whitlock fait également des apparitions au Chappelle's Show et a fait plusieurs apparitions en tant que différents personnages dans New York, police judiciaire. Il a eu un petit rôle dans Les Affranchis en tant que médecin. Il a également fait des apparitions dans les films Chambre 1408 ett Il était une fois.
Whitlock joue un agent d'assurance nommé Ronald Wilkes dans le film de 2011 Bienvenue à Cedar Rapids. Wilkes est un fan autoproclamé de Sur écoute et se fait passer pour le personnage d'Omar Little. Whitlock déclare que les références à la série avaient été écrites avant qu'il ne soit impliqué dans le film. Whitlock filme une promotion distincte pour le film, où Wilkes est vu dans un bureau d'assurance en train de lire des lignes de Sur écoute. Il est revenu sur la série humoristique de HBO Veep dans le rôle du général George Maddox. Whitlock a également fait des apparitions dans The Good Wife, Louie, Gotham, The Carmichael Show et Elementary. Il est récemment apparu en tant que shérif dans Peter et Elliot le dragon, un remake du film de 1977.
SMSU offre une bourse d'études Isiah Whitlock Jr.. Il était conférencier de l'université en 1999 et l'artiste invité pour la célébration de l'école du mois de l'histoire des Noirs en 2007.
Capitalisant sur son slogan « Sheeeeeeeee-it » et sa notoriété publique, Whitlock lance une campagne Kickstarter de figure bobblehead. La campagne permet d'amasser plus de 100 000 $ auprès de 1 828 personnes.

## Filmographie partielle

### Cinéma
- 1990 : Les Affranchis
- 2002 : La 25e Heure de Spike Lee
- 2006 : Beautiful Ohio de Chad Lowe
- 2011 : Bienvenue à Cedar Rapids de Miguel Arteta
- 2020 : I Care a Lot de J Blakeson

### Télévision
- 1995 : New York, police judiciaire (saison 5, épisode 11) : Antony White
- 1996 : New York, police judiciaire (saison 6, épisode 12) : Simon Brooks
- 2000 : New York, police judiciaire (saison 10, épisode 10) : Fred Oakes
- 2000 : New York, unité spéciale (saison 1, épisode 14) : capitaine de la division des vols qualifiés
- 2000 : New York, police judiciaire (saison 11, épisode 4) : capitaine Navarro
- 2001 : New York, section criminelle (saison 1, épisode 2) : le détective
- 2001 : New York, unité spéciale (saison 2, épisode 14) : Todd Smythe
- 2004 : New York, police judiciaire (saison 15, épisode 5) : Gordon Samuels
- 2005 : New York, unité spéciale (saison 6, épisode 22) : le représentant de NTCC
- 2012 : New York, unité spéciale (saison 13, épisode 14) : capitaine Reese
- 2013 : New York, unité spéciale (saison 14, épisode 15) : capitaine Reese
- 2015 : New York, unité spéciale (saison 17, épisode 5) : capitaine Reese